# Ago Mamužić
Augustin Ago Mamužić (u mađ. izvorima Mamuzsits Ágoston) (Subotica, 27. travnja 1844. – Subotica, 21. ožujka 1902.), bio je bački hrvatski pisac i novinar. Radio je kao odvjetnik; svojedobno obnašao je dužnost glavnog nadodvjetnika Gradskog poglavarstva. 
Borio se protiv mađarizacije. 23. rujna 1869. godine je zajedno s još nekim subotičkim intelektualcima (Stipan Vujević, Karlo Milodanović...), nositeljima hrvatskog nacionalnog preporoda u Bačkoj, uputio pismo potpore Ivanu Antunoviću. U tom pismu se izjasnio Dalmatincem.
Pokrenuo je nekoliko kulturnih društava i novina. U tom radu su mu pomogli Lazar Mamužić (njegovog nećaka), Matija Antunović, Ambrozije Šarčević i Boško Vujić. Od tih društava su najpoznatiji Pučka kasina  i Kolo mladeži, kojeg su vlasti zabranile zbog nacionalno-buditeljskog duha te ustanove. 
Pisao je za Milodanovićev Subotički glasnik, oko kojeg su se okupili svi rodoljubi, pa su pored Mamužića, ondje surađivali i Lazar Mamužić, Ambrozije Šarčević, Josip Manić-Jukić, Stipe Grgić, Boško Vujić i drugi. Nešto prije ovog, osnovao je zajedno s Matom Antunovićem, svojim nećakom Lazarom Mamužićem i još nekima "ljevičarsku stranku" koja je po svemu bila stranka bunjevačkih Hrvata. Bunjevačke je Hrvate na taj način organizirala Pučka kasina u kojoj je glavnu riječ vodio 
Ago Mamužić.
Politički je ispočetka bio zadovoljan kako je radio Lazo Mamužić, no poslije su im se putevi razišli u suprotnom pravcu. Čak su postali tvrdi politički protivnici, pa je Augustin Mamužić čak Kršćansko narodnu stranku radi rušenja Laze Mamužića (gradonačelnika Subotice od 1884. i zastupnika), no bezuspješno. Mađarski Szabadság, br. 38 iz 1887. godine zato ga je nazvao "bunjevačkim Davidom Starčevićem".
Bio je i novinarom i nakladnikom izdavao je i svoj list Bácskai Ellenőr (Bački revizor). 

## Vanjske poveznice
- (mađ.) [neaktivna poveznica] A polgári kaszinó 1878–1914